# Japansk lærk
Japansk lærk (Larix kaempferi) er et op til 40 m højt nåletræ med en bred, kegleagtig vækstform. Det er almindeligt plantet i Danmark i haver og skove.

## Beskrivelse
Japansk Lærk er et løvfældende nåletræ med en bred, kegleagtig vækstform. Stammen er ret og gennemgående til toppen, og hovedgrenene er svære og vandrette. Barken er først rødbrun og senere gråbrun og skællet. Stammebark bliver efterhånden opsprækkende og furet. Knopperne sidder dels på étårsskud, og så finder man dem enkeltvis ud langs skuddet, og dels på ældre grene, hvor de sidder i bundter à 20-30 stykker på ganske korte, vorteagtige dværgskud (se billedet i boksen til højre).
Nålene er bløde og lysegrønne. Høstfarven er gul. Hanblomsterne sidder på undersiden af vandrette skud, men de ses ikke meget. Hunblomsterne sidder derimod i oprette, røde stande, som er meget iøjnefaldende. Koglerne er korte, brede og oprette med tilbagekrængede skæl. Frøene spirer villigt.
Rodnettet består af kraftige, dybtgående hovedrødder. Siderødderne ligger højt i jorden og er fint forgrenede. Alle Lærkearter har samliv, mycorrhiza, med svampe, f.eks. lærkens rørhat.
Højde x bredde og årlig tilvækst: 30 × 10 m (40 × 30 cm/år).

## Hjemsted
Japansk lærk findes i blandede løv- og nåletræsskove på den japanske hovedø, Honshū, i op til 3000 m højde. Her er jorden vulkansk, dvs. porøs og næringsrig. Nedbøren er rigelig: 2000 mm/år.

## Anvendelse
Den japanske lærk kom første gang til Danmark i 1889 og er fra tyverne blevet plantet ret almindeligt i vore skove, hvor den synes at trives godt. Den har den fordel frem for europæisk lærk, at den ikke angribes af svampesygdommen lærkekræft. Japansk Lærk har ofte grove grene, der giver store knaster, hvilket gør veddet mindre anvendeligt. Men til gengæld så plantes den ofte i læhegn.
Lærkearterne er lystræer. Løvet er meget surt (pH=3!), så det omsættes kun langsomt. Frugtlegemer af lærkens rørhat, der vokser i symbiose med lærk, er velsmagende og de ses ofte under træet.
I julehandlen kaldes koglerne fra japansk lærk for "Rosenkogler", og de foretrækkes til pynt.

## Sorter
- Japansk lærk 'Diana' (Larix kaempferi 'Diana')
- Japansk lærk 'Pendula' (Larix kaempferi 'Pendula')